# Cráter Silverpit

Ubicación aproximada del cráter Silverpit en el mar del Norte.

El cráter Silverpit es un cráter de impacto submarino en el mar del Norte, frente a las costas de la isla Gran Bretaña. Fue descubierto en 2002 al analizar los datos sísmicos recogidos en el transcurso de una exploración petrolífera rutinaria, catalogado como el primer cráter de impacto conocido en las islas británicas. Desde entonces se han propuesto otros posibles orígenes.
Su edad debe estar en el orden de los 65 millones de años, por lo que su formación coincide con el impacto que creó el cráter de Chicxulub en la península de Yucatán, México (en la época de la extinción de los dinosaurios). Si Silverpit es un cráter de impacto, ello podría implicar que la Tierra recibió por esos tiempos colisiones de varios objetos, y es probable que en un evento similar al de la colisión del cometa Shoemaker-Levy 9 con Júpiter en 1994. Esta teoría, conocida como teoría de los múltiples impactos, se apoya también en la existencia, en varias partes de la Tierra, de otros cráteres de impacto de la misma época.

## Descubrimiento

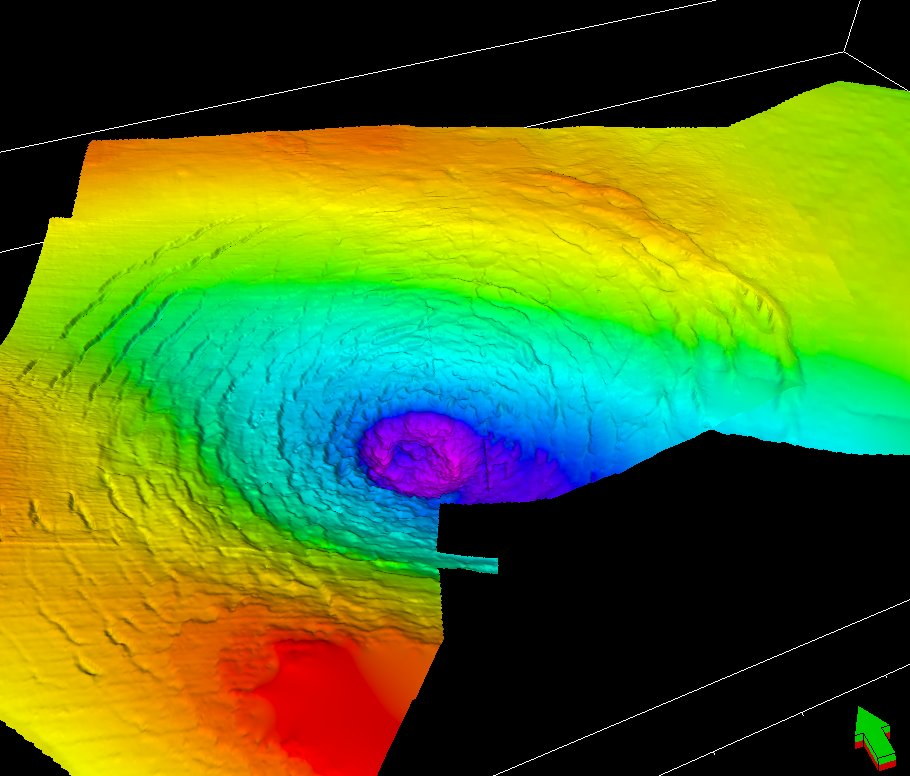
Una vista en perspectiva de la superficie del cráter, en dirección nordeste, mostrando el cráter central y sus anillos circundantes. Los colores falsos indican profundidad (rojo/amarillo=menos profundo; azul/púrpura=más profundo). (Créditos de la imagen: Phil Allen (PGL) y Simon Stewart (BP)).

El cráter fue descubierto al analizar los datos sísmicos recogidos por los geocientíficos petroleros Simon Stewart, de la British Petroleum, y Philip Allen, de la Production Geoscience Ltd., en un punto situado a 130 km del estuario Humber, durante una búsqueda rutinaria de depósitos de combustible fósil. Allen notó un conjunto de anillos concéntricos, pero no dio interpretación a este fenómeno y colgó una imagen de ellos en la pared de su oficina, esperando que alguien le ayudara a comprender el misterio de su existencia. Stewart, al visitar Production Geoscience por otro asunto sin relación, vio el mapa y sugirió que podía ser un cráter de impacto. El descubrimiento y la hipótesis del cráter de impacto fueron publicadas en la revista Nature en 2002. El nombre de Silverpit tiene su origen en las bases de pesca locales.
Solo tres años antes del anuncio del descubrimiento del cráter Silverpit, se había sugerido que los datos sísmicos del mar del Norte tenían buenas probabilidades de mostrar evidencia de un cráter de impacto: dada la tasa de formación de cráteres en la Tierra y el tamaño del mar del Norte, el número esperado de cráteres de impacto era de uno.
El cráter se encuentra bajo una capa de sedimentos de unos 1.500 m de profundidad, que forma la base del mar del Norte a una profundidad de cerca de 40 m. Los estudios sugieren que en la época de la formación del cráter, el área estaba entre 50 y 300 m bajo el nivel del mar.

## Origen
Es aceptado en los medios científicos que la mejor explicación para el origen de Silverpit es un bólido. Sin embargo, existen otros mecanismos que pueden producir la formación de cráteres y se ha puesto en duda la categorización de Silverpit como cráter de impacto.

### Evidencia en favor del origen por impacto
Allen y Stewart consideraron y descartaron otros mecanismos de origen para el cráter al momento de su descubrimiento. Se excluyó el origen volcánico debido a la ausencia de anomalías magnéticas en el cráter, que están siempre asociadas a las erupciones. Se descartó el retiro de depósitos de sal bajo el cráter, mecanismo que también produce cráteres debido a que las capas de rocas del Triásico y del Pérmico detrás del cráter no muestran trazas de ese proceso. Otra fuerte indicación de que fue un impacto lo que creó el cráter fue la presencia de un pico central, algo difícil de formarse salvo en los impactos de meteoritos.

### Interpretación alternativa
Al analizar nuevos datos sísmicos, el profesor John Underhill, geólogo de la Universidad de Edimburgo, propuso que la estructura es un sinclinal y no un cráter de impacto. Underhill encontró que las capas de roca inferiores, hasta las capas del Pérmico (con unos 250 millones de años), están plegadas formando un sinclinal, y que los sedimentos de este periodo en la depresión son más delgados, lo que sugiere que la depresión se formó mientras se depositaban los sedimentos pérmicos. Esto le llevó a sugerir que la movilización de sedimentos salinos por debajo de la estructura (halocinesis) era una mejor explicación para explicar la formación de esta depresión. Asimismo encontró en la misma zona otros dos sinclinales flanqueados por anticlinales.
La existencia del pico central, que parece dar un fuerte soporte a la hipótesis del impacto es para Underhill una interpretación incorrecta, y sugiere que podría ser el producto del procesamiento informático de las imágenes. No obstante, las subsiguientes reflexiones sísmicas del cráter realizadas por Stewart y Allen parecen confirmar su existencia, por lo que, a pesar del trabajo de Underhill, el consenso científico sigue estando ampliamente a favor del origen por impacto.

## Estructura

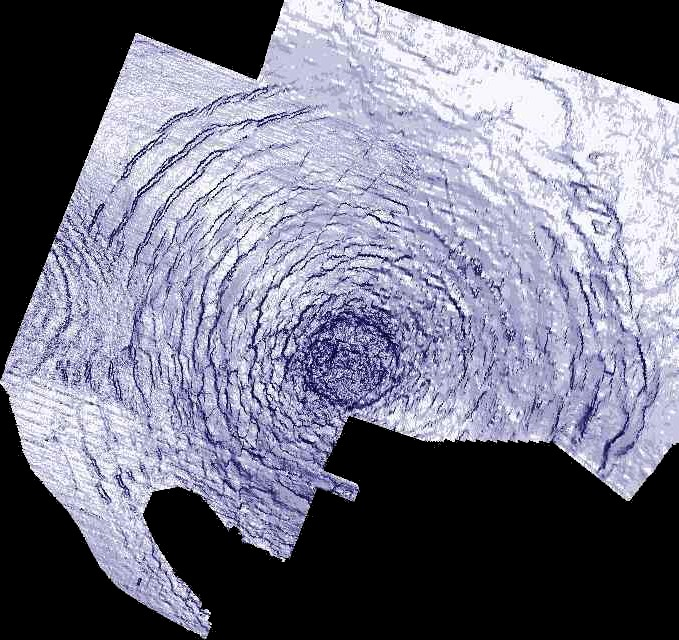
Datos sísmicos que muestran el cráter y su estructura de anillos concéntricos (Créditos de la imagen: Phil Allen (PGL) y Simon Stewart (BP)).

Silverpit tiene cerca de 2,4 km de ancho. Está rodeado de anillos concéntricos, lo que es inusual para cráteres en la superficie, que se extienden por cerca de 10 km del centro. Estos anillos dan al cráter un aspecto algo similar al cráter Valhalla de Calisto, la luna de Júpiter, y otros cráteres similares en Europa. Los cráteres con anillos tienden a ser mucho más grandes que Silverpit, de manera que, si la hipótesis del impacto es correcta, todavía quedaría por aclarar el origen de los anillos de Silverpit. Un factor que complica las cosas es que la mayor parte de los impactos conocidos están en tierra firme, mientras que dos tercios de los objetos que impactan caen al mar, de manera que los resultados de impactos bajo el agua han sido mucho menos estudiados que los impactos en los continentes.
Una posibilidad es que luego de que el impacto formase una depresión en forma de tazón, el material suave de alrededor se deslizó hacia el centro, dejando tras de sí los anillos concéntricos. Se piensa que para que esto haya ocurrido, el material suave tendría que formar una capa delgada, con material más duro sobre ella. Una capa delgada de material móvil sobre una capa dura es una configuración frecuente en las lunas congeladas, pero no es algo común en los cuerpos rocosos del sistema solar. Se ha sugerido que una capa caliza muy presionada bajo la superficie pudo haber actuado como la capa suave y móvil.

## El impacto
A partir del tamaño del cráter, y de la hipótesis sobre la velocidad del objeto que impactó, se puede estimar el tamaño del objeto que chocó. Los objetos que impactan se desplazan a velocidades del orden de los 20-50 km/s; a esta velocidad, haría falta un objeto rocoso de unos 120 m de diámetro y una masa de 2.0×109 kg para formar un cráter del tamaño de Silverpit. Si fue un cometa, un objeto menos rocoso que un meteorito, entonces su tamaño debería ser algo más grande.
Como dato comparativo, se estima que el objeto que chocó con la Tierra en Chicxulub debió medir 9,6 km de diámetro. Se piensa que el objeto responsable del evento de Tunguska en 1908 debió ser una cometa o un asteroide de cerca de 60 m de diámetro, con una masa de 4×108 kg.
Un objeto de 120 m de diámetro cayendo al mar a la velocidad de varios kilómetros por segundo debió producir un enorme tsunami. Los científicos buscan evidencias de grandes tsunamis en las áreas circundantes que hayan ocurrido en la época estimada del impacto, sin embargo, no se ha encontrado tal evidencia.

## Edad
La posición del cráter dentro de las capas de roca y sedimento en el fondo del mar puede ser utilizada para establecer un rango de edad: los sedimentos depositados antes de la formación del cráter habrán sufrido modificaciones, mientras que aquellos depositados luego de su formación no tendrán características similares a los de otras zonas cercanas. Allen y Stewart encontraron que la formación de Silverpit modificó las capas de sedimentos del Cretáceo y del Jurásico, dejando intactas las capas de sedimento del período terciario. El período cretáceo terminó hace unos 65 millones de años, de manera que Silverpit debió formarse hace 60 o 65 millones de años. El impacto de Chicxulub, que pudo ser un factor principal en la desaparición de los dinosaurios, ocurrió hace 65 millones de años.
Este método para estimar la edad de formación es poco exacto, y sus resultados son cuestionados con las hipótesis de otros orígenes del cráter de Underhill. Otras formas posibles de datar el impacto incluyen la búsqueda de evidencia de material expulsado como tektitas y depósitos del supuesto tsunami, que podrían encontrarse en cualquier parte alrededor de la cuenca del mar del Norte, pero estas evidencias habrían sufrido repetidas glaciaciones. Además de permitir una mejor determinación de la edad del cráter, estas líneas de investigación también confirmarían la hipótesis del impacto. Se han realizado dos perforaciones petroleras en el área del sistema de anillos del cráter, cuyo estudio podría dar luz sobre el origen y la edad del cráter.

## Parte de un impacto múltiple

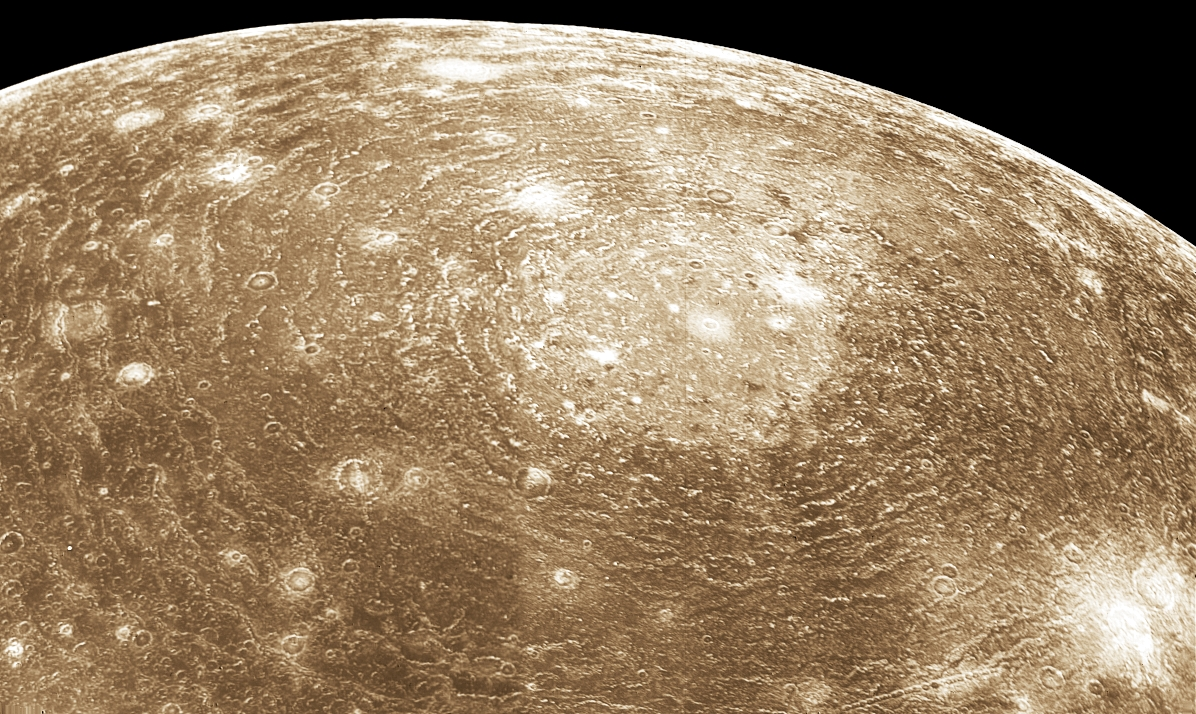
Silverpit es más parecido al cráter Valhalla de la luna Calisto de Júpiter que a otros cráteres de la Tierra.

La edad estimada de Silverpit conduce a la inevitable especulación sobre si está relacionado con el cráter Chicxulub, de dimensiones mucho mayores, y con la extinción de los dinosaurios. La edad todavía no se conoce con exactitud, de manera que solo es posible hacer especulaciones. Sin embargo, otros grandes cráteres de impacto de la misma edad han sido descubiertos, todos entre la latitud 20º y 70º N, lo que lleva a pensar que el impacto de Chicxulub pudo haber sido uno de una serie de impactos que ocurrieron todos al mismo tiempo, lo que se conoce como teoría de los múltiples impactos.
La colisión del cometa Shoemaker-Levy 9 con Júpiter en 1994 demostró que las interacciones gravitatorias pueden fragmentar un cometa, dando origen a varios ocurridos en un período de varios días al chocar con un planeta. Los cometas con frecuencia muestran los efectos de la interacción gravitatoria en sus largas colas de gas, y es probable que efectos y colisiones similares hayan ocurrido en el pasado. Este escenario pudo haber ocurrido en la Tierra hace 65 millones de años.
No obstante, la evidencia para esta hipótesis todavía no es muy fuerte, dado que la aproximación de las fechas de creación del cráter Silverpit y de los otros hipotéticamente asociados tienen precisión de unos cuantos millones de años.